# 伊莉莎白·安斯康姆
伊莉莎白·安斯康姆（英語：Gertrude Elizabeth Margaret Anscombe；1919年3月18日—2001年1月5日），英國著名分析哲學家，師從路德維希·維根斯坦。